# Домейн от първо ниво
Имената на домейни в интернет се състоят от части, разделени с точки. Последната част е домейнът от първо ниво (на английски: top-level domain или TLD). Например в името на домейн wikipedia.org домейнът от първо ниво е org.
Съществуват два вида домейни от първо ниво. Домейните от първо ниво с код за страна (ccTLD) се използват за дадена страна и имената им се състоят от две букви (съгласно ISO 3166-1 алфа-2), например bg за България. Имената на общите домейни от първо ниво (gTLD) се състоят от три или повече букви и се използват (поне на теория) от специална група организации (например edu за образователни институции).
| Име | Тип на организацията | Английски     |
| --- | --- | ------------- |
| com | търговски | commercial    |
| edu | образователен | educational   |
| gov | правителствен | government    |
| tv  | Домейн на Тувалу. Използван за съкращение на телевизия; домейнът се управлява от dotTV, компания на VeriSign; правителството на Тувалу притежава 20% от компанията. | television    |
| int | международен | international |
| mil | военен | military      |
| net | мрежов (компании, занимаващи се с глобални мрежи и интернет доставчици)                                                                                             | network       |
| org | нетърговски (организации с идеална и нетърговска цел) | organization  |

Поради огромния брой на регистрираните домейни, след продължителни дискусии през ноември 2000 г. ICANN пуска в сила още няколко домейна от първо ниво.
| Име    | Тип на организацията       | Английски              |
| ------ | -------------------------- | ---------------------- |
| biz    | бизнес                     | business               |
| info   | информационен              | informational          |
| aero   | въздушен транспорт         | air-transport industry |
| museum | музей                      | museum                 |
| name   | частни лица (лични имена)  | individuals            |
| coop   | асоциации и кооперации     | cooperatives           |
| pro    | професии и професионалисти | professions            |

От 2014 г. има и домейн от първо ниво .wiki, с цел повече работни пространства за малки компании; домейнът с популярен още от началото.